# Трисвинецдистронций
Трисвинецдистронций — бинарное неорганическое соединение
свинца и стронция
с формулой Sr2Pb3,
кристаллы.

## Получение
- Сплавление стехиометрических количеств чистых веществ:

{\displaystyle {\mathsf {3Pb+2Sr\ {\xrightarrow {717^{o}C}}\ Sr_{2}Pb_{3}}}}

## Физические свойства
Трисвинецдистронций образует кристаллы
тетрагональной сингонии, пространственная группа P 4/mbm, параметры ячейки a = 0,8367 нм, c = 0,4883 нм, Z = 2
.
Соединение образуется по перитектической реакции при температуре 717°C .